# 배틀필드 4
배틀필드 4(Battlefield 4)는 EA 디지털 일루션스 크리에이티브 엔터테인먼트가 제작하고 일렉트로닉 아츠가 배급하는 1인칭(FPS) 슈팅 게임이다. 이 게임은 전작 배틀필드3 제작에 사용된 프로스트바이트 2.0 엔진(frostbite 2.0)을 개량한 프로스트바이트 3.0(frostbite 3.0) 엔진을 쓰고 있다. 전작인 배틀필드 3에 이어서 배틀로그라는 사이트에서 서버 접속이 가능하며 친구들을 등록하여 SNS를 이용할 수 있다. 태블릿과의 연동성이 높아져 태블릿 PC로 지휘관 모드 이용이 가능했지만 현재는 이용 불가능한 서비스다.

## 평가
| 평론 점수 평론사 점수 PC PS3 PS4 엑스박스 360 엑스박스 원 게임스팟 8/10 [ 1 ] 8/10 [ 1 ] 8/10 [ 1 ] 8/10 [ 1 ] 8/10 [ 1 ] 게임존 8/10 [ 2 ] N/A N/A N/A N/A IGN 8.5/10 [ 3 ] 8/10 [ 4 ] 8.5/10 [ 4 ] 8/10 [ 4 ] 8.5/10 [ 4 ] Joystiq [ 5 ] [ 5 ] [ 5 ] [ 5 ] [ 5 ] OXM (US) N/A N/A N/A 8/10 [ 6 ] 8.5/10 [ 6 ] PC 게이머 (US) 84/100 [ 7 ] N/A N/A N/A N/A Inside Gaming 9.5/10 [ 8 ] 9/10 [ 8 ] 9.5/10 [ 8 ] 9/10 [ 8 ] 9.5/10 [ 8 ] 통합 점수 게임랭킹스 79% [ 9 ] 81% [ 10 ] 85% [ 11 ] 78% [ 12 ] 80% [ 13 ] 메타크리틱 81/100 [ 14 ] 80/100 [ 15 ] 85/100 [ 16 ] 79/100 [ 17 ] 81/100 [ 18 ] |        |        |        |              |             |
| 평론 점수 |        |        |        |              |             |
| 평론사 | 점수   | 점수   | 점수   | 점수         | 점수        |
| 평론사 | PC     | PS3    | PS4    | 엑스박스 360 | 엑스박스 원 |
| 게임스팟 | 8/10   | 8/10   | 8/10   | 8/10         | 8/10        |
| 게임존 | 8/10   | N/A    | N/A    | N/A          | N/A         |
| IGN | 8.5/10 | 8/10   | 8.5/10 | 8/10         | 8.5/10      |
| Joystiq | [ 5 ]  | [ 5 ]  | [ 5 ]  | [ 5 ]        | [ 5 ]       |
| OXM (US) | N/A    | N/A    | N/A    | 8/10         | 8.5/10      |
| PC 게이머 (US) | 84/100 | N/A    | N/A    | N/A          | N/A         |
| Inside Gaming | 9.5/10 | 9/10   | 9.5/10 | 9/10         | 9.5/10      |
| 통합 점수 |        |        |        |              |             |
| 게임랭킹스 | 79%    | 81%    | 85%    | 78%          | 80%         |
| 메타크리틱 | 81/100 | 80/100 | 85/100 | 79/100       | 81/100      |